# Corynexochida
Ordre
Les Corynexochida sont un ordre fossile de trilobites, des arthropodes marins primitifs aujourd'hui fossiles.

## Classification
L'ordre des Corynexochida est décrit en 1935 par le paléontologue japonais Teiichi Kobayashi (d) (1901-1996),.

## Distribution stratigraphique
Cambrien (Série 2) - Dévonien (Frasnien)

## Liste des sous-ordres, super-familles et familles
Selon BioLib (5 mars 2021) :
- † sous-ordre Corynexochina
  - † super-famille Corynexochoidea Kobayashi, 1935 
    - † famille Amgaspididae Chernysheva, 1960
    - † famille Corynexochidae Angelin, 1854
    - † famille Dinesidae Lermontova, 1940
    - † famille Dokimocephalidae Kobayashi, 1935
    - † famille Dolichometopidae Walcott, 1916
    - † famille Dorypygidae Kobayashi, 1935
    - † famille Edelsteinaspididae Hupé, 1953
    - † famille Jakutidae Suvorova, 1959
    - † famille Oryctocephalidae Beecher, 1897
    - † famille Zacanthoididae Swinnerton, 1915
- † sous-ordre Illaenina Jaanusson, 1959 
  - † super-famille Illaenoidea
    - † famille Hemibarrandiidae Courtessole & Pillet, 1975
    - † famille Illaenidae Hawle & Corda, 1847
    - † famille Panderiidae Bruton, 1968
    - † famille Styginidae Vogdes, 1890
    - † famille Tsinaniidae Kobayashi, 1935
- † sous-ordre Leiostegiina
  - † super-famille Leiostegioidea
    - † famille Cheilocephalidae Shaw, 1956
    - † famille Illaenuridae Vogdes, 1890
    - † famille Kaolishaniidae Kobayashi, 1935
    - † famille Leiostegiidae Bradley, 1925
    - † famille Missisquoiidae Hupé, 1953
    - † famille Ordosiidae Lu, 1954
    - † famille Pagodiidae Kobayashi, 1935
    - † famille Shirakiellidae Hupé, 1953

Ces différentes familles regroupent environ 550 genres.
Certaines espèces, en particulier chez les Illaenina, montrent des épines remarquables (voir photo du genre Kolihapeltis de la famille des Styginidae).

## Galerie

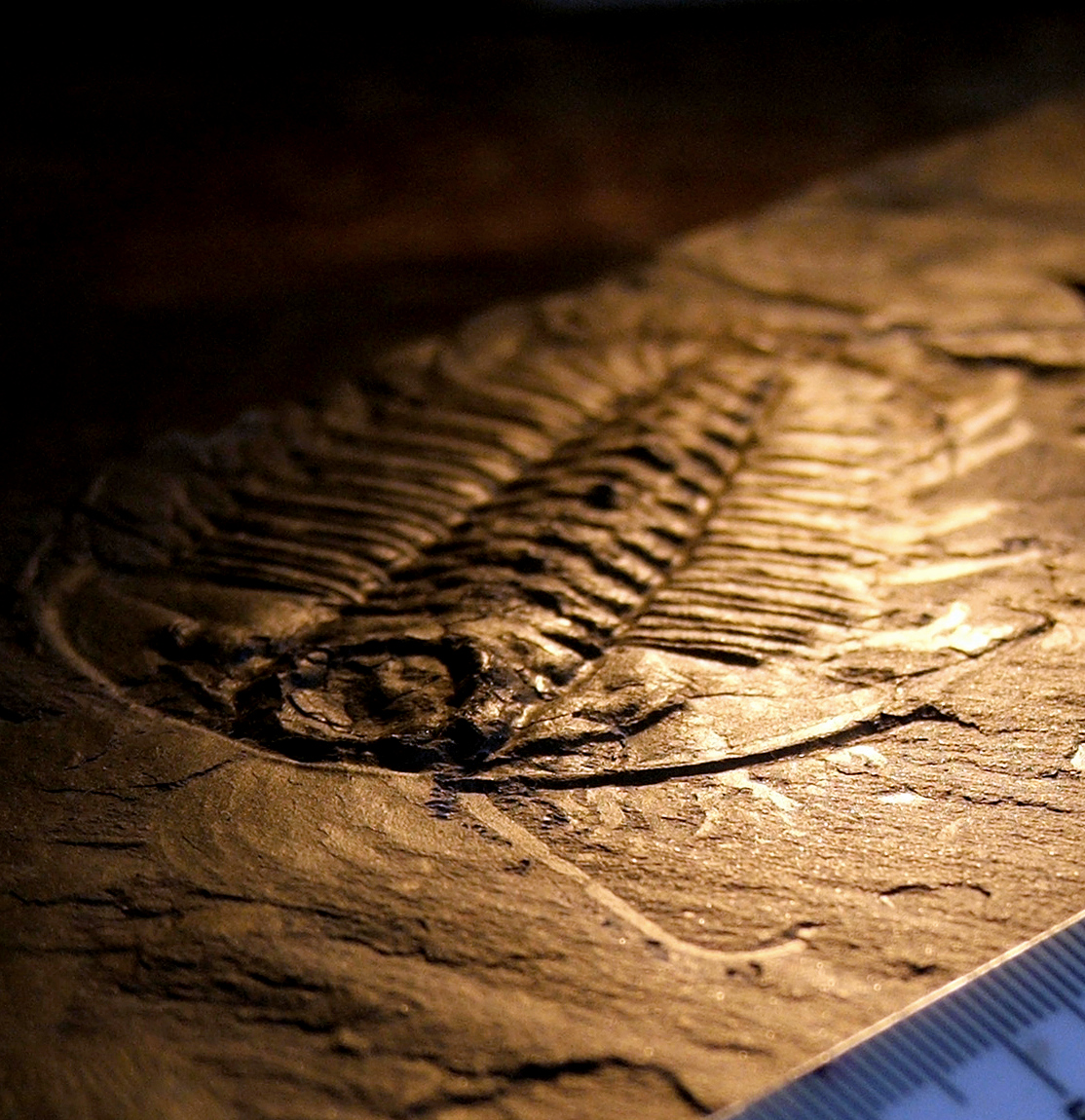
Olenoides serratus Cambrien des Schistes de Burgess. (parties molles visibles en lumière rasante sous forme de film carboné brillant).
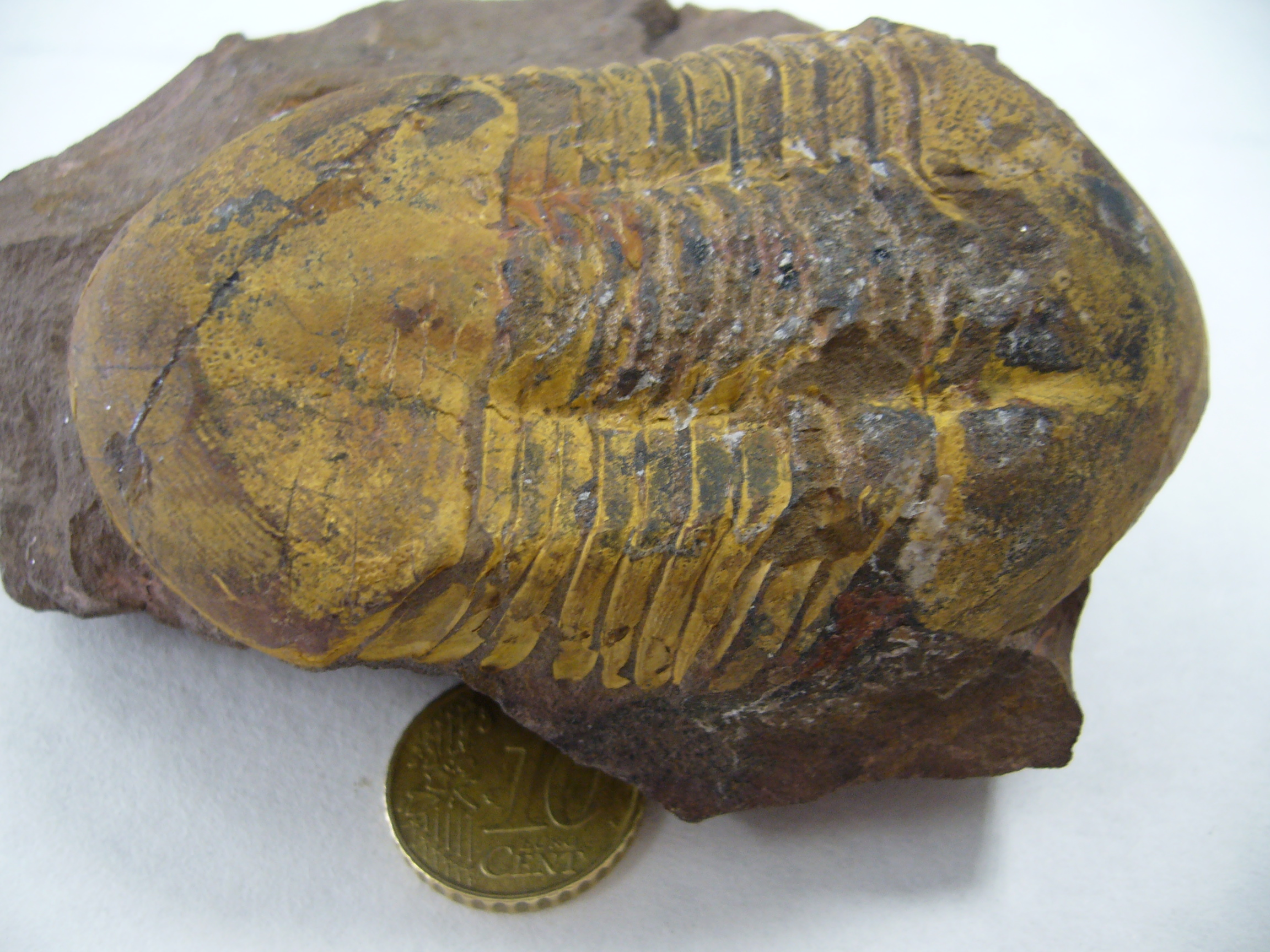
Illaenus sp. Ordovicien du Maroc. (animal partiellement enroulé).
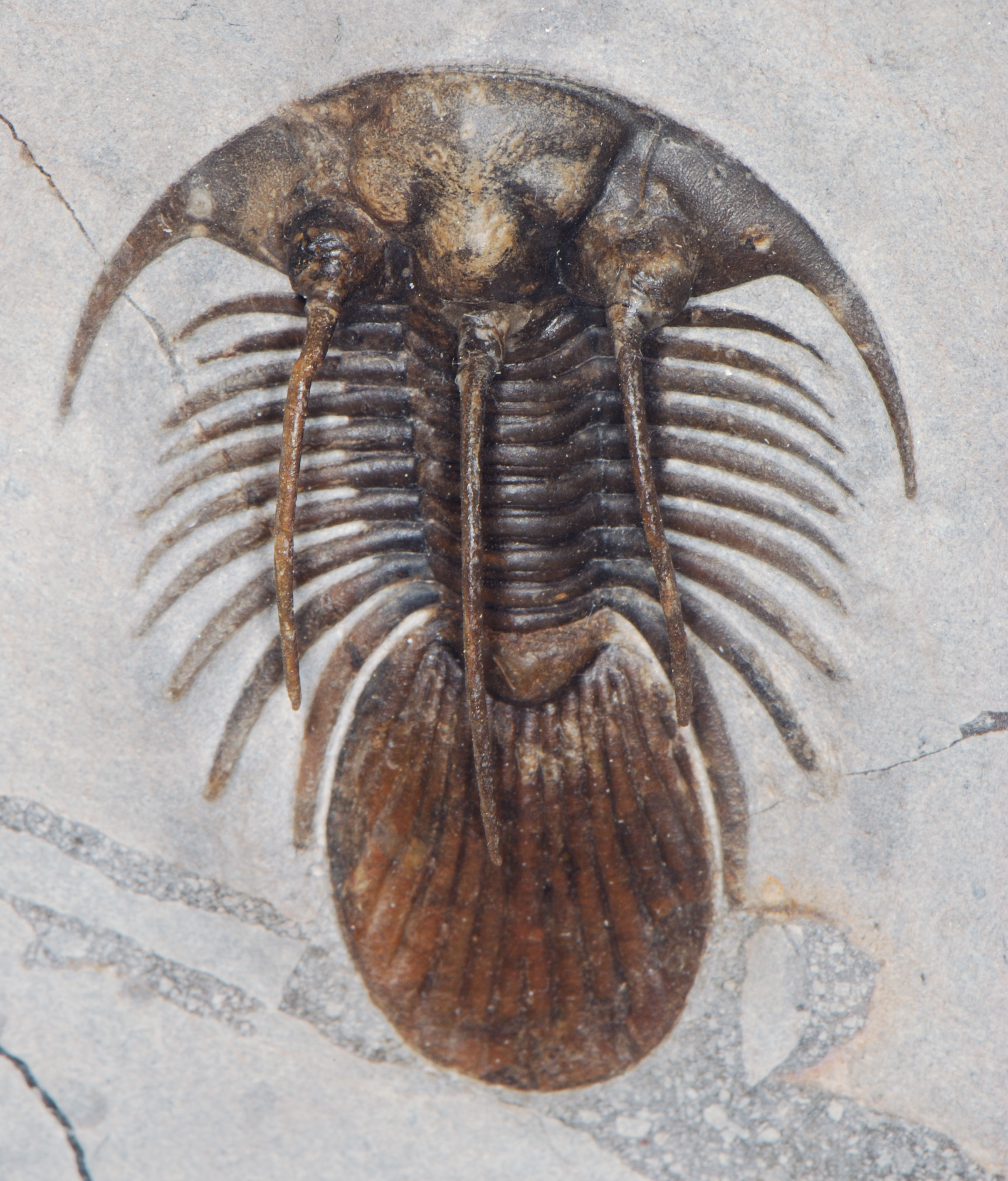
Kolihapeltis sp. Dévonien du Maroc. Musée de Melbourne.

### Publication originale
- [1935] (en) Teiichi Kobayashi, « The Cambro-Ordovician formations and faunas of South Chosen. Palaeontology, Part III », Journal of the Faculty of Science, Imperial University of Tokyo, Section II, vol. 4, no 2,‎ 1935, p. 49-344.